# دوغ واتسون
دوغ واتسون (15 مايو 1973 - ) (بالإنجليزية: Doug Watson)‏ هو لاعب كريكت جنوب أفريقي.

## وصلات خارجية
- دوغ واتسون على موقع إي آس بي آن كريك إنفو (الإنجليزية)